# 尤金妮雅·库尼
尤金妮雅·苏立文·库尼（英語：Eugenia Sullivan Cooney，1994年7月27日—）是美国YouTuber和互联网名人，出生於马萨诸塞州，现居住在康涅狄格州格林威治和加利福尼亚州洛杉矶。最开始在YouNow上进行直播，并在 2011 年创建了自己的YouTube频道，该频道已获得超过 200 万订阅者。 Cooney 以她的emo和哥特风格的外表而闻名，她的频道内容主要涉及她日常生活的服饰、美容、角色扮演和视频博客。她还定期在Twitch上进行直播。

## 争议
在库尼开始网络生涯之后，根据她的外表，观众猜测她有饮食失调症，即神经性厌食症。 她的批评者认为她的创造内容鼓励饮食失调，怕对年轻粉丝造成不良的影响，尽管库尼很少提到她的饮食失调问题。从2015年开始，观众开始对她的体重减轻表示关注，从那时起，也开始讨论她的健康、精神状态和家庭生活。2016年，一份名为 "暂时封禁尤金妮-库尼的YouTube "的Change.org请愿书走红，并收到了18,000个签名，但后来因 "违反社区准则 "而被删除。作为对请愿书的回应，库尼否认自己有问题，并说她无意对社会造成不良影响。
2019年初，尤金妮雅越来越少地出现在镜头前，有粉丝怀疑她已经死亡。2月10日，她宣布将会停止工作一段时间，她“正在私下与医生处理”。她接受了专业医疗人员的帮助，并进行了为期一个月的治疗。2019年7月，她出现在Youtuber谢恩·道森名为“尤金妮雅·库尼的回归”的影片中，她在视频中首次证实了长达十年的关于她的饮食失调和康复过程的猜测。现在她将这段经历描述为“创伤性的”，并说她现在比在治疗过程中更好。 
道森关于库尼的视频在一个月内被观看了超过 2700 万次。 当她最初回归 YouTube 时，受到了观众的肯定，人们欢迎她的回归并肯定她对自己的健康状况诚实。 因此，库尼在 2020 年 Shorty Awards 中被提名为年度 YouTuber。 对“尤金妮亚·库尼归来”视频的反应不一，一些观众和心理健康专家对她的治疗前景提出了担忧，以及对道森的大多数年轻女性观众可能产生的影响。
道森的影片播出后，库尼又开始定期发布视频。 尽管最初因公开她与饮食失调的斗争而受到称赞，但库尼的饮食失调很快再次复发，因而受到批评。 此外，2020 年，库尼的 Discord 服务器上关于年长男性对年轻人进行性诱拐和性骚扰的指控浮出水面，促使她在 9 月将Discord服务器删除。 2021 年初，网友在一些 YouTube 用户的支持下，发起了一项 Change.org 请愿，要求进行年龄限制或完全删除她的 YouTube 频道和社交媒体账户，声称她通过她的瘦骨嶙峋的外表来宣传饮食失调。